# Fernando Fernández de Córdova

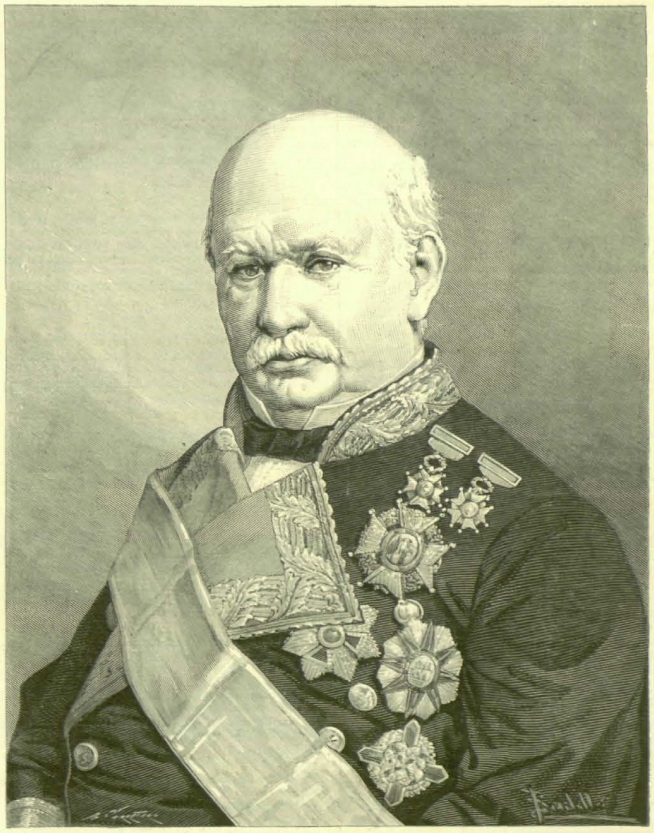
Fernando Fernández de Córdova

Fernando Fernández de Córdova Valcárcel, Markgraf (Marqués) de Mendigorría (* 2. September 1809 in Buenos Aires; † 30. Oktober 1883 in Madrid) war ein spanischer Generalleutnant, Politiker und Ministerpräsident Spaniens (Presidente del Gobierno).

## Biografie

### Militärische Laufbahn
Fernández de Córdova entstammte wie sein älterer Bruder Luis Fernández de Córdova einer Offiziersfamilie. Bereits 1824 trat er als Kadett in die Armee ein. Lange Zeit stand er jedoch militärisch im Schatten seines älteren Bruders, der ihn 1833 zu einem Gegner des Carlismus machte. In den folgenden Jahren nahm er an der Seite seines Bruders am Ersten Carlistenkrieg teil.
Im Juli 1843 nahm er an der Revolte gegen den Regenten, General Baldomero Espartero, teil und war als Kommandeur für die Unterdrückung von kleineren Volksaufständen in Madrid verantwortlich.
Nach seiner Beförderung zum Generalleutnant (Teniente General) 1847 wurde er am 31. August 1847 zum Kriegsminister (Ministro de Guerra) in das Kabinett von Florencio García Goyena. Nach dem Ende von dessen Amtszeit war er anschließend noch vom 4. Oktober bis zum 3. November 1847 Kriegsminister im nachfolgenden dritten Kabinett von Ramón María Narváez. Zugleich war er noch bis zum 24. Oktober 1847 amtierender Marineminister (Ministro de Marina). Schließlich wurde er wegen seiner Verdienste am 5. November 1847 zum Senator auf Lebenszeit (Senador Vitalicio) ernannt.
1848 erfolgte dann seine Ernennung zum Generalkapitän (Capitán General) von Katalonien. Allerdings führten die von ihm befohlenen Repressionen und Exekutionen gegen die aufständischen Rebellen schon bald darauf im Jahr 1849 wieder zu seiner Amtsenthebung. Im Mai 1849 wurde ihm dann der Befehl über eine Militärexpedition zum Schutz des Papstes Pius IX., der nach der während des Risorgimento stattgefundenen Revolution nach Gaeta geflohen war und erst 1850 wieder nach Rom zurückkehrte.

### Herrschaft von Isabella II. und Ministerpräsident
Am 17. Juli 1854 wurde er dann als Nachfolger von Luis José Sartorius Tapia Ministerpräsident Spaniens (Presidente del Gobierno) und übernahm zugleich wieder das Amt des Kriegsministers. In diesen Ämtern versuchte er vergeblich mit militärischer Gewalt unter Einsatz von Maschinengewehren den Aufstand in Madrid niederzuschlagen. Allerdings musste er bereits am folgenden Tag das Amt des Ministerpräsidenten an Ángel Saavedra Ramírez De Baquedano übergeben, in dessen ebenfalls nur einen Tag im Amt befindlichen Kabinett er auch wieder das Amt des Kriegsministers übergab. Anschließend war er im dritten Kabinett Espartero ebenfalls vom 19. bis zum 20. Juli 1854 für einen Tag amtierender Kriegsminister.
Anschließend zog er sich für mehr als zehn Jahre aus der Politik zurück, ehe er am 16. September 1864 von Ramón María Narváez zum Kriegsminister in dessen sechstes Kabinett berufen wurde, dem er dann bis zum 30. März 1865 angehörte.
Aus Enttäuschung darüber, dass Königin Isabella II. ihn nach dem Tode von Narváez am 23. April 1868 nicht zum Ministerpräsidenten ernannte, schloss er sich anschließend der erfolgreichen Revolution vom September 1868 (La Gloriosa) an, die letztlich zum Sturz der Königin führte. Außerdem wurde er in der Folgezeit Mitglied der von Manuel Ruiz Zorrilla gegründeten Radikalen Partei (Partido Radical).
Am 15. Januar 1869 wurde er dann zum Abgeordneten des Parlaments (Congreso de los Diputados) gewählt, in dem er für eine Wahlperiode die Interessen des Wahlkreises Soria vertrat.

### Herrschaft von König Amadeus
Nach dem Thronverzicht und der Wahl von Amadeus Ferdinand Maria von Savoyen zum König zum Spanien im November 1870 wurde er am 24. Juli 1871 wiederum als Kriegsminister in das Kabinett von Ruiz Zorilla berufen, dem er dann bis zum 5. Oktober 1871 angehörte. Zugleich übernahm er das Amt des amtierenden Außenministers (Ministro de Estado). Am 13. Juni 1872 berief ihn Ruiz Zorilla dann auch zum Kriegsminister in dessen zweites Kabinett, dem er bis zum 12. Februar 1873 angehörte. Als letzter Kriegsminister des Königs löste er auch einen Konflikt aus, der zur Auflösung des Artilleriekorps führte. Zugleich war er in den ersten drei Tagen als Vertreter Ruiz Zorillas auch amtierender Ministerpräsident. Zwischenzeitlich war er im August 1872 auch amtierender Kolonialminister (Ministro de Ultramar).
Am 24. August 1872 wurde er darüber hinaus auch noch einmal für eine Legislaturperiode zum Abgeordneten des Parlaments gewählt, in dem er den Wahlkreis Puerto Rico vertrat. Zugleich war er während der Legislaturperioden von 1871 bis 1873 als Vertreter der Provinz Soria wieder Senator.

### Spanische Republik
Nach der Abdankung von König Amadeus und der Ausrufung der Ersten Spanischen Republik am 11. Februar 1873 wurde er als Kriegsminister auch in das erste Kabinett der Republik unter Ministerpräsident Estanislao Figueras übernommen, musste das Ministeramt jedoch bereits zwölf Tage später am 24. Februar 1873 abgeben. Anschließend zog er sich vollständig aus dem politischen Leben zurück.
Seine Memoiren wurden posthum 1886 bis 1889 unter dem Titel Mis memorias íntimas (Meine intimen Memoiren) von J. Pérez de Guzmán herausgegeben.

## = Weblinks
=
- Biografie auf der Homepage der Spanischen Ministerpräsidenten (spanisch)
- Die Kabinette während der Herrschaft von Isabella II. (1843–1856 - Década Moderada)
- Die Kabinette während der Herrschaft von Isabella II. (1856–1868 - La Unión Liberal)
- Die Regierungen des Königreichs Spanien von 1833 bis 1868 (Memento vom 24. Februar 2012 im Internet Archive)
- Die Kabinette während der Herrschaft von Amadeus (1868–1872 - L' etapa monàrquica)
- Sexenio Revolucionaria – Die Spanischen Regierungen von 1868 bis 1874 (Memento vom 17. Januar 2010 im Internet Archive)